# Alpaida bicornuta
Alpaida bicornuta là một loài nhện trong họ Araneidae.
Loài này thuộc chi Alpaida. Alpaida bicornuta được Władysław Taczanowski miêu tả năm 1878.